# بریزا (ناحیه لیتومیریتسه)
بریزا (به چکی: Bříza) یک منطقهٔ مسکونی در جمهوری چک است که در ناحیه لیتومیریتسه واقع شده‌است. بریزا ۷٫۷۸ کیلومتر مربع مساحت و ۴۰۶ نفر جمعیت دارد و ۲۴۰ متر بالاتر از سطح دریا واقع شده‌است.